# جیمی اریکسون
جیمی اریکسون (انگلیسی: Jimmie Ericsson؛ زادهٔ ۲۲ فوریهٔ ۱۹۸۰) بازیکن هاکی روی یخ اهل سوئد است.